# زدينيك مراتشيك
زدينيك مراتشيك (6 يناير 1930 - 17 أغسطس 2022) سياسي تشيكي. عضو في التحالف المدني الديمقراطي، شغل منصب رئيس بلدية بلزن من 1990 إلى 1994. كان تخصصه الطبي هو جراحة المخ والأعصاب، والتي درسها لأول مرة تحت إشراف البروفيسور كونسي في المستشفى العسكري المركزي في براغ، ومن عام 1966 في المستشفى الجامعي في بلسن حيث ترأس قسم جراحة الأعصاب، ومن عام 1983 عمل في قسمًا منفصلًا. في ديسمبر 1990 تم انتخابه رئيسًا لبلدية مدينة بلزن وشغل هذا المنصب حتى عام 1994. وبهذه الصفة اعتبر إلغاء مطار بورسكا وإنشاء منطقة بورسكا الصناعية أكبر نجاح له.

## الوفاة
توفي مراتشيك في 17 أغسطس 2022 عن عمر يناهز 92 عامًا.